# Аннау
Аннау (Анев, Анау, туркм. Änew) — город, административный центр Ак-Бугдайского этрапа и до 2022 года — Ахалского велаята Туркменистана, пригород Ашхабада.
Удалён от Ашхабада на 8 км, связан с ним автотрассой М37.

## История

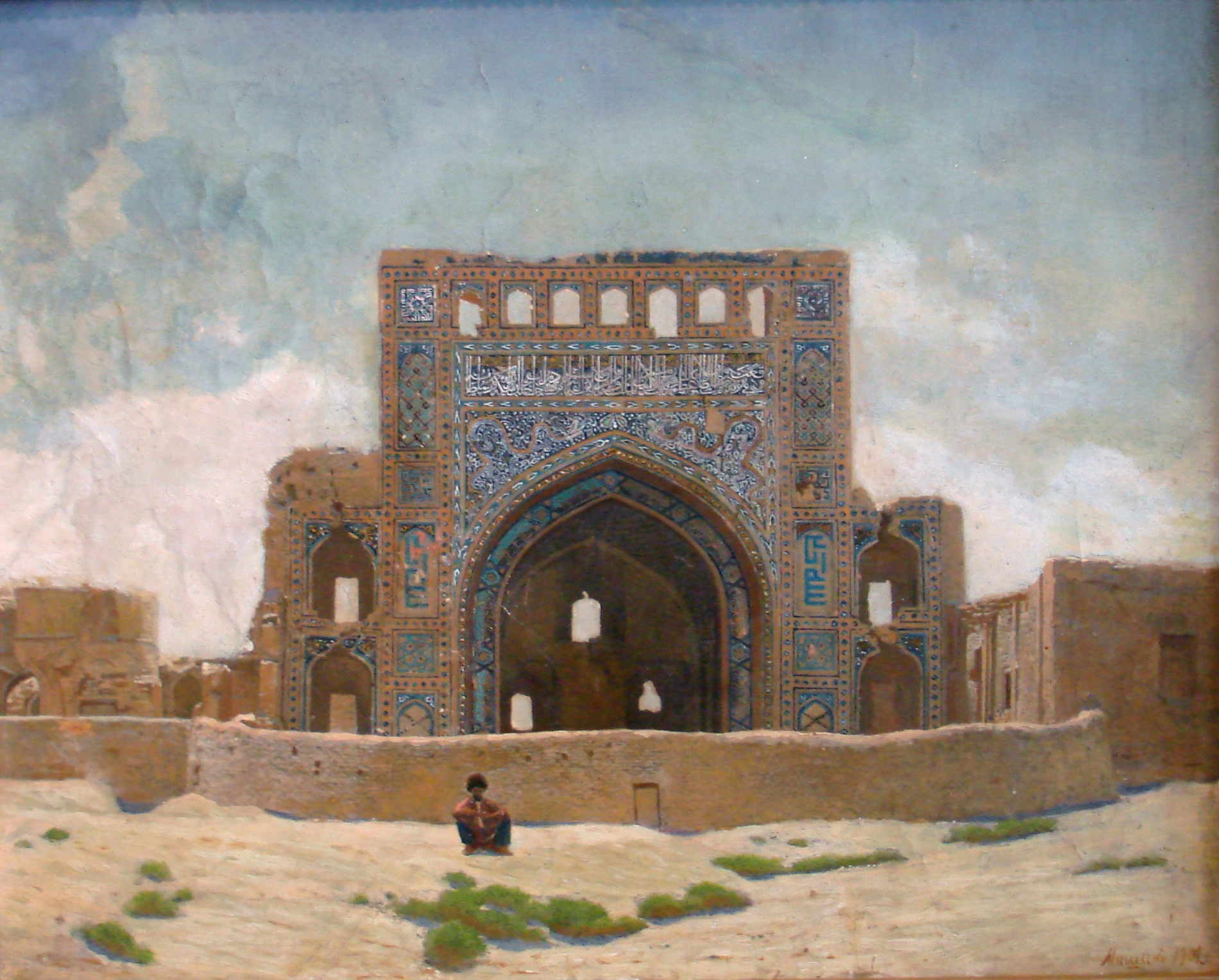
Константин Мишин. Мечеть в Анау. 1900 год. Музей изобразительных искусств Туркменистана имени Сапармурата Туркменбаши Великого.

Первые следы пребывания человека на месте города относятся к V тысячелетию до н. э. В советское время был посёлком городского типа с населением 9 332 человек (1989 год) и являлся административным центром Ашхабадского района Туркменской ССР. Статус города в этрапе присвоен 3 февраля 2008 года.

## Этимология названия
Название Аннау имеет персидские корни (от слова «аб-и нау» (آب نو), что означает «новая вода»).

## Инфраструктура
В 2003 году в Аннау построен новый стадион, а в 2005 году возведён Национальный музей пшеницы «Ак бугдай».

## Археология
В музее пшеницы «Ак бугдай» хранится множество древних экспонатов. В частности, обнаруженные в 1904 году зёрна пшеницы возрастом 5000 лет, а также:
- статуэтки богинь плодородия (Намазга-Тепе, IV тыс. до н. э.),
- ручные мельничные жернова, наконечник стрелы и бронзовый нож (III—II тыс. до н. э.),
- бронзовая мотыга и каменные зернотёрки (II тыс. до н. э.),
- фрагменты керамической посуды с монохромным и полихромным рисунками,
- маслобойка для отжима масла из зёрен кунжута.